# العلاقات البيلاروسية الكورية الشمالية
العلاقات البيلاروسية الكورية الشمالية هي العلاقات الثنائية التي تجمع بين روسيا البيضاء وكوريا الشمالية.

## مقارنة بين البلدين
هذه مقارنة عامة ومرجعية للدولتين:
| وجه المقارنة                                              | روسيا البيضاء                    | كوريا الشمالية                        |
| --------------------------------------------------------- | -------------------------------- | ------------------------------------- |
| المساحة (كم2)                                             | 207.60 ألف                       | 120.54 ألف                            |
| عدد السكان (نسمة)                                         | 9.50 مليون                       | 25.49 مليون                           |
| الكثافة السكانية (ن./كم²)                                 | 45.76                            | 211.47                                |
| العاصمة                                                   | مينسك                            | بيونغيانغ                             |
| اللغة الرسمية                                             | اللغة البيلاروسية، اللغة الروسية | لغة كوريا الشمالية القياسية ‏          |
| العملة                                                    | روبل بلاروسي                     | وون كوري شمالي                        |
| الناتج المحلي الإجمالي (بليون دولار)                      | 54.44 مليار                      |                                       |
| الناتج المحلي الإجمالي (تعادل القوة الشرائية) بليون دولار | 168.35 مليار                     |                                       |
| الناتج المحلي الإجمالي الاسمي للفرد دولار أمريكي          | 5.74 ألف                         |                                       |
| الناتج المحلي الإجمالي للفرد دولار أمريكي                 | 18.18 ألف                        |                                       |
| مؤشر التنمية البشرية                                      | 0.798                            |                                       |
| رمز المكالمات الدولي                                      | +375                             | +850                                  |
| رمز الإنترنت                                              | .by، .бел                        | .kp                                   |
| المنطقة الزمنية                                           | ت ع م+03:00                      | ت ع م+08:30، ت ع م+08:30، ت ع م+09:00 |

## منظمات دولية مشتركة
يشترك البلدان في عضوية مجموعة من المنظمات الدولية، منها:
| علم المنظمة | اسم المنظمة              | تاريخ انضمام روسيا البيضاء | تاريخ انضمام كوريا الشمالية |
| ----------- | ------------------------ | -------------------------- | --------------------------- |
|             | الاتحاد البريدي العالمي  | ?                          | ?                           |
|             | الاتحاد الدولي للاتصالات | 7 مايو 1947                | ?                           |
|             | يونسكو                   | 12 مايو 1954               | 18 أكتوبر 1974              |
|             | الأمم المتحدة            | 24 أكتوبر 1945             | 17 سبتمبر 1991              |
|             | حركة عدم الانحياز        | ?                          | ?                           |

## وصلات خارجية
- موقع وزارة الخارجية البيلاروسية
- موقع وزارة الخارجية الكورية الشمالية